# برند روزینگر
برند روزینگر (انگلیسی: Bernd Rosinger؛ زادهٔ ۳۰ اوت ۱۹۸۹) بازیکن فوتبال اهل آلمان است.
از باشگاه‌هایی که در آن بازی کرده‌است می‌توان به باشگاه فوتبال نورنبرگ اشاره کرد.